# Nick Furderer
Nick Furderer, född 1954 i Morden, London, är en svensk konstnär.
Bland hans offentliga arbeten märks utsmyckning för Statens vägverk, Lindesberg kommun, Bollnäs församling och Folkets hus i Lindesberg.
Nick Furderer är representerad i bland annat Statens Konstråd, Örebro läns landsting, Gävleborgs läns landsting, Kopparbergs läns landsting, Örebro kommun, Gävle kommun, Bollnäs kommun, Hudiksvalls kommun, Lindesbergs kommun, Eskilstuna kommun, Kumla kommun, Hudiksvalls kommun, Riksförbundet Våra gårdar, Bygdegårdarnas Riksförbund, och Örebro läns museum.